# Huub Dikstaal
Huub Dikstaal (Eindhoven, 6 januari 1968) is een Nederlands stemacteur, dialoogregisseur en vertaler.
Dikstaal leende zijn stem aan onder andere de Nederlandse versie van Dipsy uit de Teletubbies en hij is te horen in de tekenfilmseries Pokémon, Huntik, Bakugan, Yin Yang Yo!. Maar ook in Disney-animatiefilms als Mulan als Ling Dialoog, Cars als Ferrari, Fred en Jay Limo, Cars 3 als Mike Joyride, Toy Story 3 en Toy Story 4 als Woody, Wreck-It Ralph als Duncan, Surge Projector en Satan, Finding Dory als Charlie, de vader van Dory.
Daarnaast is hij actief als vertaler en regisseur van tekenfilms.
Huub Dikstaal won in 2013 de Zilveren Koe voor zijn bijdrage aan het niveau van de nasynchronisatie in Nederland. Eerdere winnaars van deze prijs zijn Paul van Gorcum (2004), Marjolein Algera (2005), Fred Meijer (2006), Jan Nonhof (2009), Maria Lindes (2010) en Sander de Heer (2011).

## Rollen als stemacteur (nasynchronisatie)
- Teletubbies - Dipsy - 1998
- Mad Jack the Pirate – Mad Jack – 1998
- Mulan – Ling (dialoog) – 1998
- Toy Story 2: Buzz Lightyear to the Rescue de Game – Woody – 1999
- Pokémon – Stadionomroeper  – 1999
- Mary Poppins – Overige stemmen – 1999
- Iznogoud – Iznogoud – 2000
- Pokémon de film: Mewtwo tegen Mew – Fergus – 2000
- Bob de Bouwer (alleen 1e seizoen) – Muck, Rollie, Hector, Boer Nijhof (Pickles) – 2001
- Shrek de Game – Ezel – 2001
- Ice Age de Game – Sid – 2002
- Lilo & Stitch: The Series – Pleakly – 2003
- Misa en de wolven – Pappa – 2003
- Shrek 2 de game – Ezel – 2004
- Mickey's Mooiste Kerst – Overige personages – 2004
- The Suite Life of Zack & Cody – Arwin – 2005
- Madagascar – Junior – 2005
- Ice Age 2 de Game – Sid – 2006
- Cars – Michael Schumacher Ferarri, Fred en Jay Limo – 2006
- Pokémon – Drew – 2006
- Fantastic Four – H.E.R.B.I.E., Wizard – 2006
- Space Goofs – Candy Caramella – 2007
- Bakugan Battle Brawlers – Drago – 2007
- Yin Yang Yo! – Franciscus J. Swabberman – 2007
- Meet the Robinsons – Carl – 2007
- Shrek the Third de game – Ezel – 2007
- Pokémon – Scott – 2007
- Pokémon – Drew, stadionomroeper – 2007
- Pokémon Film deel negen – Overige stemmen –  2007
- Ratatouille – Overige stemmen – 2007
- Je vriend de rat – Linguini, Rat 1, Soldaat, P.T. Flea, Rat 2, Man en Ridder – 2007
- Shrek the Third - Cycloop, Kapitein en Overige stemmen - 2007
- Shrek the Halls - Ezel - 2007
- Pokémon – Scott, stadionomroeper – Pokémon – 2008
- Enchanted – Pip in Andalasia – 2008
- Madagascar: Escape 2 Africa – Junior – 2008
- Kung Fu Panda – Zeng – 2008
- Shrek's Carnival Craze - Ezel - 2008
- De Prinses en de Kikker – Overige stemmen – 2009
- Huntik: Secrets & Seekers – Dante Vale, Klaus – 2009
- Ice Age 3 de game – Sid – 2009
- Pokémon – Stadionomroeper – 2009
- Merry Madagascar - Junior - 2009
- Kick Buttowski: Durfal met lef - Kick Buttowski - 2010
- Toy Story 3 – Sheriff Woody Pride – 2010
- Toy Story 3 Game – Woody – 2010
- Alice in Wonderland – Maartse Haas – 2010
- Alice in Wonderland de Game – Witte Konijn – 2010
- Shrek Forever After – De Magische Spiegel, Soldaat Jammie – 2010
- Shrek 4 de game – Ezel – 2010
- Scared Shrekless - Ezel, De Bakker - 2010
- Donkey's Caroling Christmas-tacular - Ezel - 2010
- Pokémon – Stadionomroeper – 2010
- Verschrikkelijke ikke – Buurman, Minions – 2010
- Pokémon – Stadionomroeper – 2011
- Toy Story Toons – Hawaiian Vacation – Woody – 2011
- Toy Story Toons – Small Fry – Woody – 2011
- The Muppets – Rizzo – 2011
- ThunderCats – Drifter – 2011
- De Smurfen – Patrick Winslow – 2011
- Kung Fu Panda 2 – Wolvenbaas – 2011
- Ice Age 4 de game – Sid – 2012
- Ice Age Squarts Avonturen – Sid – 2012
- Pokémon – Stadionomroeper – 2012
- Wreck-It Ralph – Duncan, Saitine, Surge Projector, Turbo – 2012
- Wreck-It Ralph de Game – Surge Projector – 2012
- Pokémon – Stadionomroeper – 2012
- Maya de Bij 3D – Flip de Sprinkhaan – 2012
- Takels Sterke Verhalen – Stanley – 2012
- Cars 2: the Video Game – Raoul Caroule – 2012
- Verschrikkelijke ikke 2 – Buurman, Minions – 2012
- Monster VS. Aliens Gemunteerde Ruimtepompoenen – Professor Kakkelak – 2012
- Gravity Falls – Agent Trigger, Lilliputier – 2012
- Partysaurus Rex – Woody – 2012
- Madagascar 3: Europe's Most Wanted – Junior – 2012
- Draken: Rijders van Berk - Berthel - 2012
- Ultimate Spider-Man – Dr. Octopus, Dr. Strange en Groot – 2012 tot 2017
- Hotel Transylvania – Quasimodo & Het Slijmmonster – 2012
- Monsters University – Overige stemmen – 2013
- Planes – Dusty – 2013
- Planes Game – Dusty – 2013
- Frozen – Koning van Arendell – 2013
- Pokémon – Stadionomroeper – 2013
- De Smurfen 2 – Patrick Winslow – 2013
- Disney Infinity 1.0 – Woody, Jack Skellington – 2013
- Hulk and the Agents of S.M.A.S.H. – Dr. Strange en Groot – 2013 tot 2015
- Brandweerman Sam: Helden van de storm – de stemmen van Max Rovers, Ben Huisman, Jan Vonk en Gerrit – 2015
- Avengers Assemble – Dr. Strange en Groot – 2013 tot 2019
- Lego Marvel Super Heroes: Maximum Overload – Dr. Octopus – 2013
- Toy Story of Terror! – Woody – 2013
- Toy Story That Time Forgot – Woody – 2014
- Planes 2: Redden en Blussen – Dusty – 2014
- Planes 2: Redden en Blussen de Game – Dusty – 2014
- Pokémon – Stadionomroeper – 2014
- The Lego Movie – Lando Calrissian – 2014
- Muppets Most Wanted – Rizzo, Pepe the King Prawn – 2014
- Penguins van Madagascar – Junior – 2014
- Far Far Away Idol – Shrek – 2004
- Disney Infinity 2.0 – Woody, Jack Skellington, Groot, Dr. Octopus, Agent Pleakley – 2014
- All Hail King Julien – Ted en Oom Koning Julien XII – 2014-2017
- Assepoester – Koninklijke omroeper – 2015
- Binnenstebuiten – Rileys vader – 2015
- The Good Dinosaur – Coldfront – 2015
- Pokémon – Stadionomroeper – 2015
- Welkom in Radiator Springs – Stanley – 2015
- Disney Infinity 3.0 – Woody, Jack Skellington, Groot, Marlin – 2015
- Guardians of the Galaxy – Groot, Rhomann Day – 2015
- Minions – Minions – 2015
- Big Hero 6 – Alaster Krai – 2015
- Zootropolis – Overige stemmen – 2016
- Finding Dory – Charlie – 2016
- Kung Fu Panda 3 – Meester Kraan – 2016
- The BFG – De Kinderkauwer – 2016
- The Lego Batman Movie – Flash – 2017
- The Lion Guard – Zazoe – 2017
- Cars 3 – Mike Joyride – 2017
- Kapitein Onderbroek: Het eerste grote avontuur – Mr.Krupp / Kapitein Onderbroek – 2017
- VeggieTales in the City - Ichabeezer - 2017
- Peppa Pig - Opa Pig - 2017
- Goofy (overgenomen van Just Meijer) – Goofy – 2017-heden
- Spongebob Squarepants (overgenomen van Just Meijer) – Patrick Ster – 2017-heden
- Incredibles 2 – Winston Deavor – 2018
- Ralph Breaks the Internet – Surge Protector, Baby Groot, Veilingmeester & FN-3181 – 2018
- De Fabeltjeskrant: De Grote Dierenbos-spelen – Meneer de Uil – 2018
- Asterix: Het geheim van de toverdrankSean Barret – Asterix – 2018
- White Fang - Bookie - 2018
- Robuzunua - Rafie - 2018
- Next Gen - Justin Pin, Ares - 2018
- Mr. Magoo - Mr. Magoo - 2018
- Cupcake & Dino: General Services - Uncle Chance - 2018-heden
- Dumbo – Holt Farrier – 2019
- Toy Story 4 – Woody – 2019
- Frozen II – Koning Agnarr – 2019
- Lamp Life – Woody – 2020
- Scoob! – Shaggy & Scooby – 2020
- Muppets Now – Pepe the King Prawn – 2020
- Eurovision Song Contest: The Story of Fire Saga – Lars Erickssong – 2020
- Spongebob: Schiet Te Hulp – Patrick Ster – 2020
- Soul – Jerry – 2020
- Sune's Midzomermissie – Ragnar – 2020
- Sonic the Hedgehog – Dr. Robotnik – 2020
- Star Wars: Visions –  Trandoshan wachter – 2020
- Star Wars: The Bad Batch – Vice-Admiraal Rampart – 2021
- What If...? – Ultron, Kolonel Flynn, Ulysses Klaue & Fandral – 2021
- Muppets Haunted Mansion – Pepe the King Prawn – 2021
- Turning Red – Mr. Kieslowski – 2022
- Sonic the Hedgehog 2 – Dr. Robotnik – 2022
- Disenchanted – Pip – 2022
- Strange World – Searcher Clade – 2022
- Sonic Prime – Dr. Eggman & Doctor Deep – 2022
- Once Upon a Studio – Goofy, Gekke Hoedenmaker & Carl – 2023
- IF – Papa – 2024
- Binnenstebuiten 2 – Rileys vader – 2024
- Droom Producties – Rileys vader – 2024
- Sonic the Hedgehog 3 – Dr. Robotnik & Gerald Robotnik – 2024

## Rol als verteller
- Pinkeltje in Friesland[1] – 2022